# Новобіккіно
Новобі́ккіно (рос. Новобиккино, башк. Яңы Биккенә) — село у складі Чекмагушівського району Башкортостану, Росія. Входить до складу Рапатовської сільської ради.
Населення — 211 осіб (2010; 249 у 2002).
Національний склад:
- башкири — 54 %
- татари — 46 %